# Киріакос Понтікеас
Киріакос Понтікеас (9 травня 1991) — грецький ватерполіст.
Учасник Олімпійських Ігор 2016 року.
Призер Чемпіонату світу з водних видів спорту 2015 року.